# Sistema agnático
El sistema agnático es una forma de sucesión al trono, por el cual el reino no podía pasar a manos del mayor de los príncipes herederos de la segunda generación hasta que moría el último de los príncipes herederos de la primera generación, es decir, tenían primacía en heredar el trono los hermanos del rey antes que sus propios hijos.
Ejemplos de este sistema de sucesión los encontramos en algunos de los pueblos germánicos, después de la caída del Imperio Romano, como en el reino vándalo o el reino visigodo.
- Datos: Q6129712